# Menhir dos Almendres

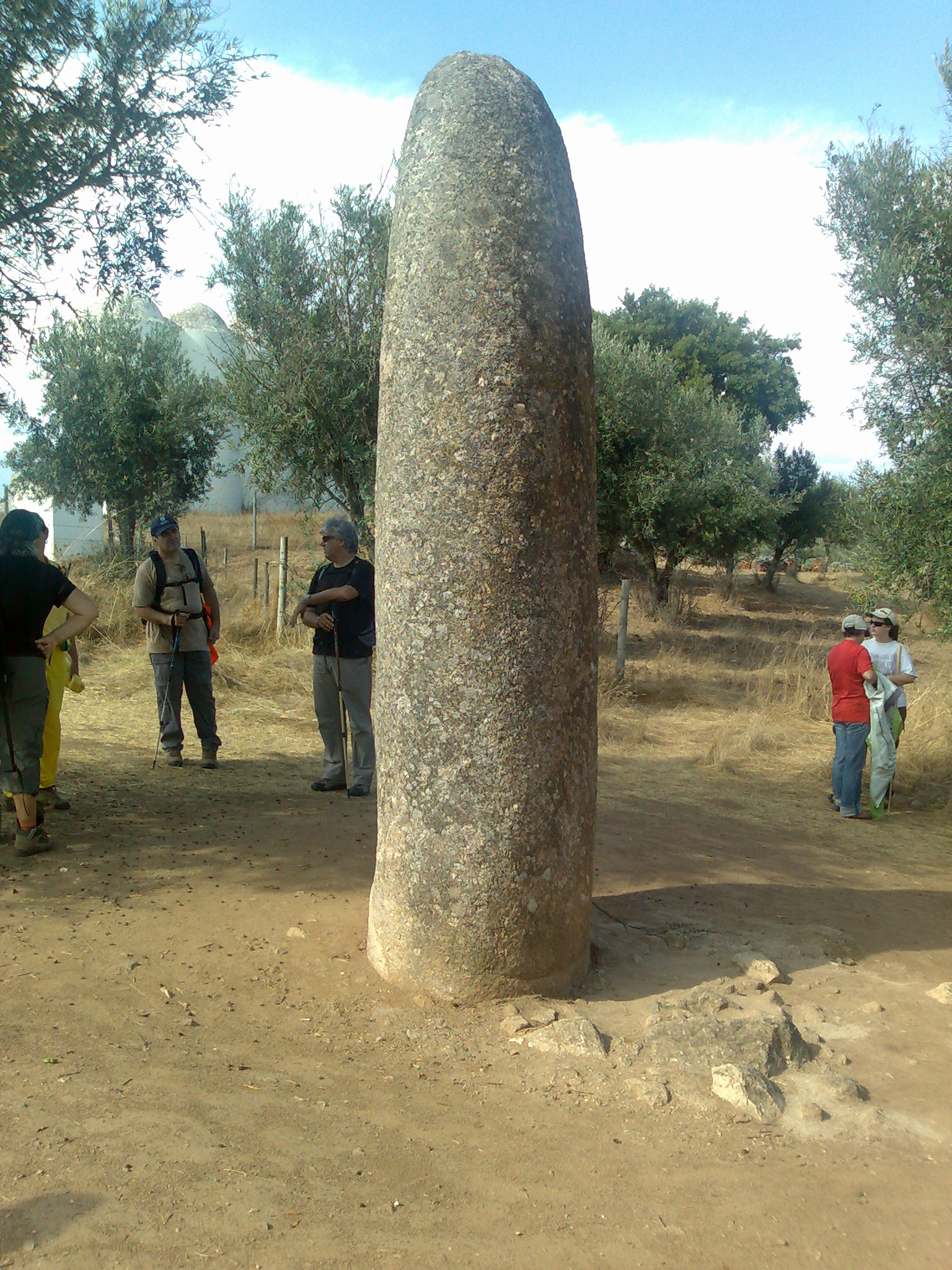
Menhir dos Almendres, Évora

El Menhir dos Almendres es troba al llogaret de Nossa Senhora de Guadalupe, al municipi d'Évora, a Portugal.
Es tracta d'un menhir de granit de pòrfir de grans dimensions, amb prop de 3,5 m d'altura a partir de la superfície del sòl, amb secció el·líptica de 1,20 x 0,80 m. És al cim d'una costera, a 1,3 km al nord-este del cròmlech dos Almendres, i se suposa que pot haver-hi íntima relació, entre ambdós, perquè el seu alineament coincideix amb l'albada en el solstici d'estiu.
El menhir fou tornat a alçar pel seu propietari, tot i que se suposa que la situació originària seria prop de l'actual. Com que és en propietat privada, el menhir es troba envoltat d'una tanca circular d'estaques de fusta i fil d'aram.
El cròmlec va ser descobert el 1964, per l'investigador Henrique Leonor Pina, quan s'estava confeccionant la Carta Geològica de Portugal. Tot el jaciment arqueològic comprén una extensa franja cronològica, des del Neolític mitjà fins a l'edat del ferro, entre finals del sisé mil·lenni i l'inici del tercer mil·lenni abans de la nostra era; es tracta d'un cròmlec de planta circular irregular, compost per prop de noranta-cinc monòlits granítics disposats en petites agrupacions en una àrea de prop de 70 x 40 m, amb una orientació nord-oest-sud-est. Llueix al seu terç superior una decoració composta per un bàcul i una franja de línies ondulades.
El jaciment és el conjunt de menhirs estructurats més gran de la península Ibèrica, i un dels més rellevants del megalitisme europeu. Des de 1974 el cròmlec i el menhir són patrimoni protegit per llei, inicialment com a Immoble d'Interés Públic (IIP). El 2015, el cròmlec dos Almendres fou reclassificat com a Monument Nacional, i el menhir en continuà amb l'anterior.
L'equip coordinat per l'investigador Mário Varela Gomes ha intentat trobar el poblat relacionat amb els monuments megalítics trobats en aquest jaciment arqueològic, i va identificar un petit poblat eneolític a la rodalia. Tot el jaciment degué ser antigament un lloc de culte, amb forta càrrega magicosimbòlica, evidenciant un bon exemple de reutilització al llarg dels temps d'un mateix espai sagrat.